# Otacilia
Genre
Synonymes
- Palaetyra Simon, 1898

Otacilia est un genre d'araignées aranéomorphes de la famille des Phrurolithidae.

## Distribution
Les espèces de ce genre se rencontrent en Asie du Sud-Est et en Asie de l'Est.

## Liste des espèces
Selon World Spider Catalog (version 26, 24/05/2025) :
- Otacilia acutangula Liu, 2020
- Otacilia allomanubrium Mu & Zhang, 2023
- Otacilia ambon Deeleman-Reinhold, 2001
- Otacilia anfu K. K. Liu, 2023
- Otacilia annula (Zhou, Wang & Zhang, 2013)
- Otacilia ansula Jang, Lee, Bae & Kim, 2023
- Otacilia antica (Wang, Chen, Zhou, F. Zhang & Z. S. Zhang, 2015)
- Otacilia aotou Liu & S. Q. Li, 2022
- Otacilia arcuata Mu & Zhang, 2021
- Otacilia armatissima Thorell, 1897
- Otacilia bicolor Jäger & Wunderlich, 2012
- Otacilia bifida (Yin, Ubick, Bao & Xu, 2004)
- Otacilia bifurcata Dankittipakul & Singtripop, 2014
- Otacilia bizhouica Liu, 2020
- Otacilia cangshan (Yang, Fu, F. Zhang & Y. G. Zhang, 2010)
- Otacilia celata (Fu, Chen & Zhang, 2016)
- Otacilia clavata (Yao, Irfan & Peng, 2019)
- Otacilia curvata Jin, Fu, Yin & Zhang, 2016
- Otacilia dadongshanica Liu, 2021
- Otacilia damingshanica Liu, Xu & Yin, 2023
- Otacilia daweishan Liu, Xu, Xiao, Yin & Peng, 2019
- Otacilia daxiang Du, Pu & Yang, 2013
- Otacilia dentigera Mu & Zhang, 2021
- Otacilia dianchiensis (Yin, Peng, Gong & Kim, 1997)
- Otacilia distorta Shi, Mu & Zhang, 2024
- Otacilia dongshang Liu & S. Q. Li, 2022
- Otacilia fanjingshan (Wang, Chen, Zhou, F. Zhang & Z. S. Zhang, 2015)
- Otacilia fansipan Jäger & Dimitrov, 2019
- Otacilia fausta (Paik, 1991)
- Otacilia flexa Fu, Z. S. Zhang & F. Zhang, 2016
- Otacilia forcipata Yang, Wang & Yang, 2013
- Otacilia foveata (Song, 1990)
- Otacilia furcata Mu, Jin & Zhang, 2022
- Otacilia fuxi Liu & S. Q. Li, 2022
- Otacilia gougunao Liu, 2020
- Otacilia guanshan K. K. Liu, 2023
- Otacilia guizhumao Liu & S. Q. Li, 2022
- Otacilia guoi Mu, Jin & Zhang, 2022
- Otacilia guposhan Mu & Zhang, 2023
- Otacilia hamata (Wang, F. Zhang & Z. S. Zhang, 2012)
- Otacilia hengshan (Song, 1990)
- Otacilia horizon Mu & Zhang, 2023
- Otacilia hushandong Liu & S. Q. Li, 2022
- Otacilia impleta Mu & Zhang, 2023
- Otacilia involuta (Yao, Irfan & Peng, 2019)
- Otacilia jiajinshan Mu, Jin & Zhang, 2022
- Otacilia jiandao Liu, Xu, Xiao, Yin & Peng, 2019
- Otacilia jiulianshan Liu & S. Q. Li, 2022
- Otacilia kao Jäger & Wunderlich, 2012
- Otacilia khezu Lin & Li, 2024
- Otacilia komurai (Yaginuma, 1952)
- Otacilia lata Yao, Irfan & Peng, 2019
- Otacilia linghua Liu & S. Q. Li, 2022
- Otacilia liupan Hu & Zhang, 2011
- Otacilia liuxinyei Lin & Li, 2023
- Otacilia longa (Fu, Chen & Zhang, 2016)
- Otacilia longbu Liu & S. Q. Li, 2022
- Otacilia longissima Liu, Xu & Yin, 2023
- Otacilia longituba Wang, F. Zhang & Z. S. Zhang, 2012
- Otacilia loriot Jäger & Wunderlich, 2012
- Otacilia lubrica Mu & Zhang, 2021
- Otacilia luzonica (Simon, 1898)
- Otacilia macrospora Fu, Z. S. Zhang & F. Zhang, 2016
- Otacilia maliu Mu & Zhang, 2023
- Otacilia menghuo Mu, Jin & Zhang, 2022
- Otacilia microstoma Wang, Chen, Zhou, F. Zhang & Z. S. Zhang, 2015
- Otacilia mingsheng Yang, Wang & Yang, 2013
- Otacilia mingyueshan K. K. Liu, 2023
- Otacilia mira Fu, Z. S. Zhang & F. Zhang, 2016
- Otacilia namkhan Jäger & Wunderlich, 2012
- Otacilia nanhuashanica Liu, 2020
- Otacilia obesa Fu, Z. S. Zhang & F. Zhang, 2016
- Otacilia onoi Deeleman-Reinhold, 2001
- Otacilia ovoidea Liu, 2020
- Otacilia palmata Yao, Irfan & Peng, 2019
- Otacilia papilion Fu, Z. S. Zhang & F. Zhang, 2016
- Otacilia papilla Dankittipakul & Singtripop, 2014
- Otacilia paracymbium Jäger & Wunderlich, 2012
- Otacilia parva Deeleman-Reinhold, 2001
- Otacilia ping Liu & S. Q. Li, 2022
- Otacilia pingwu Shi, Mu & Zhang, 2024
- Otacilia pugnus Shi, Mu & Zhang, 2024
- Otacilia pyriformis Fu, Z. S. Zhang & F. Zhang, 2016
- Otacilia qingyuan Liu & S. Q. Li, 2022
- Otacilia qiqiensis (Yin, Ubick, Bao & Xu, 2004)
- Otacilia revoluta (Yin, Ubick, Bao & Xu, 2004)
- Otacilia rulinensis Yao, Irfan & Peng, 2019
- Otacilia sanbai Liu & S. Q. Li, 2022
- Otacilia saszykaska Jäger, 2022
- Otacilia shanxi Mu & Zhang, 2021
- Otacilia shaoyao Mu & Zhang, 2023
- Otacilia shennongjia Mu & Zhang, 2023
- Otacilia shenshanica Liu, 2020
- Otacilia shuijiang Liu & S. Q. Li, 2022
- Otacilia shunhuangshana Mu, Jin & Zhang, 2022
- Otacilia simianshan Zhou, Wang & Zhang, 2013
- Otacilia sinifera Deeleman-Reinhold, 2001
- Otacilia songi Wang, Chen, Zhou, F. Zhang & Z. S. Zhang, 2015
- Otacilia spina Mu & Zhang, 2023
- Otacilia spiralis Mu & Zhang, 2021
- Otacilia squamaca (Yao, Irfan & Peng, 2019)
- Otacilia striata Mu & Zhang, 2023
- Otacilia subannula (Fu, Chen & Zhang, 2016)
- Otacilia subdentigera Mu & Zhang, 2023
- Otacilia subforcipata Mu & Zhang, 2023
- Otacilia subkomurai Mu, Jin & Zhang, 2022
- Otacilia subliupan Wang, Chen, Zhou, F. Zhang & Z. S. Zhang, 2015
- Otacilia submicrostoma Jin, Fu, Yin & Zhang, 2016
- Otacilia subovoidea Liu, 2020
- Otacilia subshanxi Guo, Mu & Zhang, 2024
- Otacilia suining Shi, Mu & Zhang, 2024
- Otacilia tham Jäger, 2022
- Otacilia tianhua Liu & S. Q. Li, 2022
- Otacilia tingwei Liu, Xu & Yin, 2023
- Otacilia tongboshan Liu, 2025
- Otacilia triangula Mu, Jin & Zhang, 2022
- Otacilia truncata Dankittipakul & Singtripop, 2014
- Otacilia valida (Fu, Chen & Zhang, 2016)
- Otacilia vangvieng Jäger & Wunderlich, 2012
- Otacilia wanshi Liu & S. Q. Li, 2022
- Otacilia wenbi Mu & Zhang, 2023
- Otacilia wugongshanica Liu, 2020
- Otacilia wuli Mu & Zhang, 2021
- Otacilia wusong Lin & Li, 2023
- Otacilia wuxi Zheng & Mu, 2024
- Otacilia wuzhifeng Liu & S. Q. Li, 2022
- Otacilia xiangshan Liu & S. Q. Li, 2022
- Otacilia xiaobu Liu & S. Q. Li, 2022
- Otacilia xueshanensis Mu, Jin & Zhang, 2022
- Otacilia xuning Lin & Li, 2023
- Otacilia yangi Zhang, Fu & Zhu, 2009
- Otacilia yangming Liu & S. Q. Li, 2022
- Otacilia yangmingensis Jin, Fu, Yin & Zhang, 2016
- Otacilia yinae Liu, Xu, Xiao, Yin & Peng, 2019
- Otacilia yongjia Mu & Zhang, 2023
- Otacilia yusishanica Liu, 2020
- Otacilia zaoshiica Liu, 2020
- Otacilia zebra Deeleman-Reinhold, 2001
- Otacilia zhouyun (Wang, Chen, Zhou, F. Zhang & Z. S. Zhang, 2015)
- Otacilia ziyaoshanica Liu, 2020
- Otacilia zongxu (Wang, F. Zhang & Z. S. Zhang, 2012)

## Systématique et taxinomie
Ce genre a été décrit par Thorell en 1897 dans les Clubionidae. Il est placé dans les Corinnidae par Kamura en 2005 puis dans les Phrurolithidae par Ramírez en 2014.
Palaetyra a été placé en synonymie par Deeleman-Reinhold en 2001.

## Publication originale
- Thorell, 1897 : « Viaggio di Leonardo Fea in Birmania e regioni vicine. LXXIII. Secondo saggio sui Ragni birmani. I. Parallelodontes. Tubitelariae. » Annali del Museo Civico di Storia Naturale di Genova, sér. 2, vol. 17, p. 161-267 (texte intégral).